# Херсонская агломерация
Херсонская агломерация (укр. Херсонська агломерація) — городская агломерация на территории Херсонской области Украины с центром в городе Херсон. Суммарная численность населения агломерации — 443 000 чел. (2014 год), 425 000 чел. (2001 год).
Часть территории агломерации находится под российской оккупацией.

## Состав
- города (327 804 чел, 2019 год):
  - Херсон (289 096, 2019 год)
  - Алёшки (24 639, 2019 год)
  - Голая Пристань (14 069, 2019 год)
  - Белозёрский район
- посёлки (37 300 чел.):
  - Белозёрка
  - Камышаны
  - Зеленовка
  - Антоновка
  - Надднепрянское
- сёла Херсонского горсовета и Белозёрского района (19 200 чел.)

Экономическая специализация: машиностроение (в том числе судостроение, сельскохозяйственное), химическая, нефтеперерабатывающая, пищевая, лёгкая промышленность.